# جيمس هاردي
جيمس د. هاردي (بالإنجليزية: James D. Hardy)‏ ـ (14 مايو 1918 ـ 19 فبراير 2003) هو جرّاح أمريكي، أجرى أول عملية زراعة رئة في التاريخ، وكان ذلك في مركز جامعة مسيسيبي الطبي في 11 يونيو 1963 وشاركه الطبيب التركي فكري أليكان. وقد توفي المريض بعد العملية بثمانية عشر يومًا.
يُعرف هاردي أيضًا بأنه أول من أجرى عملية لنقل قلب كامل في العالم، وأول من أجرى عملية زرع قلب أجنبي، حيث نقل قلب شمبانزي إلى رجل محتضر في 23 يناير 1964، غير أن هذا القلب لم ينبض سوى ساعة واحدة، ثم توفي المريض دون أن يستعيد وعيه.

## بداية مساره الطبي
```
بدأ سنة 1938  الدراسات التمهيدية للطب 
بجامعة ألاباما
 ثم انتقل لاكمال دراسته 
بجامعة بنسلفانيا
 حيث حصل على شهادة 
دكتور في الطب
 سنة 1942، ثم سنة 1944، تم استدعاءه للخدمة 
بالجيش الأمريكي
 خلال 
الحرب العالمية الثانية
، حيث التحق لمدة سنتين بالمستشفى الميداني رقم 81 
بأوروبا
، حيث قرر حينها استكمال مسيرته الطبية في 
الجراحة
.
[
8
]
[
9
]
```